# Samuel Hocevar
Pour les articles homonymes, voir Hocevar.
Samuel « Sam » Hocevar, né le 5 août 1978 à Forbach, est un développeur informatique français, principalement dans le domaine du jeu vidéo et du logiciel libre.
Il est chef de projet Debian du 17 avril 2007 au 14 avril 2008, après avoir été élu pour un an le 7 avril 2007.

## Biographie

### Formation
De 1995 à 1997, Samuel Hocevar étudie dans les classes préparatoires du lycée Fabert situé à Metz. Diplômé en 2002 de l'École centrale Paris où il se spécialise dans les systèmes électromécaniques, la mécatronique appliquée et la gestion de projet, il est lauréat du « Prix des technologies de l'information et de la communication » décerné par la SNCF le 30 janvier 2003, et il effectue ensuite un doctorat (non soutenu) à l'École nationale supérieure des télécommunications.

### Carrière
Auteur de la deuxième version de la licence libre WTFPL, Hocevar est particulièrement connu pour son implication dans les logiciels libres, notamment dans le projet Debian, mais également le projet VideoLAN, auquel il a fait d’importantes contributions depuis 1998, tout particulièrement à VLC media player.
Il est aussi auteur de nombreux logiciels tels que zzuf (logiciel de fuzzing), libcaca (bibliothèque logicielle de rendu en art ASCII), ou encore Monsterz (jeu de réflexion). En 2000, il réalise une rétro-ingénierie du codage des sous-titres de DVD et s'illustre en publiant quarante-deux façons de distribuer le code source DeCSS,. En 2005, il réalise également un décodeur CAPTCHA appelé PWNtcha.
Il est l'un des fondateurs de l'association Wikimédia France ainsi que membre de son conseil d'administration entre 2005 et 2006. Il est un membre du groupe de sécurité informatique Goatse Security.
Un de ses autres projets est de restaurer le film La Classe américaine (plus connu sous le nom Le Grand Détournement), un détournement de plusieurs films américains : il utilise les DVD ou Blu-ray correspondants pour reproduire le montage à l'identique, mais avec une meilleure qualité d'image. En avril 2013, il développe et maintient le logiciel WinCompose qui porte le mécanisme de touche de composition aux systèmes d'exploitation Windows.
Depuis 2009, il est ingénieur en recherche et développement au sein de DONTNOD Entertainment, le studio de développement de jeux vidéo à l'origine entre autres du jeu Life is Strange.